# Partizanin, Stara Zagora
Partizanin (în bulgară Партизанин) este un sat în comuna Bratea Daskalovi, regiunea Stara Zagora,  Bulgaria. 

## Demografie
Componența etnică a satului Partizanin
     Turci (12,33%)
     Bulgari (69,63%)
     Nicio identificare (17,26%)
     Altele (0,75%)
La recensământul din 2011, populația satului Partizanin era de 527 locuitori. Din punct de vedere etnic, majoritatea locuitorilor (69,63%) erau bulgari, cu o minoritate de turci (12,33%). Pentru 17,26% din locuitori nu este cunoscută apartenența etnică.